# Hultafors Group
Hultafors Group AB er en svensk producent af arbejdstøj, sikkerhedsfodtøj, ansigtsbeskyttelse, værktøj og andet udstyr. De er tilstede i 40 lande og har ca. 1.800 ansatte. Investment AB Latour er ejer af Hultafors Group AB, som har hovedkvarter i Hultafors.